# ATP Tour World Championships 1998
De ATP Tour World Championships 1998 werd voor de derde keer in het Duitse Hannover gehouden. Het toernooi werd van 23 tot 29 november 1998 in de EXPO 2000 Tennis Dome op hardcourtbanen gespeeld. Het deelnemersveld bestond uit de beste acht spelers op de ATP Rankings.

## Enkelspel

### Deelnemers
De acht geplaatste spelers + vervangers:
| Rang | Speler             | Resultaat    |
| ---- | ------------------ | ------------ |
| 1.   | Pete Sampras       | halve finale |
| 2.   | Marcelo Ríos       | groepsfase   |
| 3.   | Andre Agassi       | groepsfase   |
| 4.   | Carlos Moyá        | finale       |
| 5.   | Àlex Corretja      | winnaar      |
| 6.   | Karol Kučera       | groepsfase   |
| 7.   | Tim Henman         | halve finale |
| 8.   | Jevgeni Kafelnikov | groepsfase   |
| 9.   | Greg Rusedski      | groepsfase   |
| 10.  | Albert Costa       | groepsfase   |

### Groepsfase
De eindstand in de groepsfase wordt bepaald door achtereenvolgens te kijken naar eerst het aantal overwinningen in combinatie met het aantal wedstrijden. Mochten er dan twee spelers gelijk staan wordt er naar het onderling resultaat gekeken. Mocht het aantal overwinningen en wedstrijden bij drie of vier spelers gelijk wordt er gekeken naar het percentage gewonnen sets en eventueel gewonnen games. Als er dan nog steeds geen ranglijst opgemaakt kan worden dan beslist de wedstrijdcommissie.

#### Rode Groep
|              |                    | Uitslag          |
| ------------ | ------------------ | ---------------- |
| Pete Sampras | Carlos Moyá        | 6–3, 6–3         |
| Karol Kučera | Jevgeni Kafelnikov | 7–6(3), 3–6, 2–6 |
| Pete Sampras | Karol Kučera       | 6–2, 6–1         |
| Carlos Moyá  | Jevgeni Kafelnikov | 7–5, 7–5         |
| Pete Sampras | Jevgeni Kafelnikov | 6–2, 6–4         |
| Carlos Moyá  | Karol Kučera       | 6–7(5), 7–5, 6–3 |

| Nr. | Speler             | Wedstrijd W - V | Sets W - V | Games W - V |
| --- | ------------------ | --------------- | ---------- | ----------- |
| 1   | Pete Sampras       | 3-0             | 6-0        | 36-15       |
| 2   | Carlos Moyá        | 2-1             | 4-3        | 39-37       |
| 3   | Jevgeni Kafelnikov | 1-2             | 2-5        | 34-38       |
| 4   | Karol Kučera       | 0-3             | 2-6        | 30-49       |

#### Witte Groep
|               |               | Uitslag             |
| ------------- | ------------- | ------------------- |
| Marcelo Ríos  | Tim Henman    | 5–7, 1–6            |
| Andre Agassi  | Àlex Corretja | 7–5, 3–6, 1–2/r     |
| Albert Costa  | Greg Rusedski | 6–7(5), 1–6         |
| Greg Rusedski | Tim Henman    | 6–2, 6–4            |
| Albert Costa  | Àlex Corretja | 2–6, 4–6            |
| Àlex Corretja | Tim Henman    | 6–7(4), 7–6(4), 2–6 |

| Nr. | Speler        | Wedstrijd W - V | Sets W - V | Games W - V |
| --- | ------------- | --------------- | ---------- | ----------- |
| 1   | Tim Henman    | 2-1             | 4-3        | 38-33       |
| 2   | Àlex Corretja | 2-1             | 5-3        | 40-36       |
| 3   | Andre Agassi  | 0-1             | 1-2        | 11-13       |
| 4   | Marcelo Ríos  | 0-1             | 0-2        | 6-13        |
| 5   | Greg Rusedski | 2-0             | 4-0        | 25-13       |
| 6   | Albert Costa  | 0-2             | 0-4        | 13-25       |

- Albert Costa verving de geblesseerd afgehaakte Marcelo Ríos na de eerste enkelspelpartij.
- Greg Rusedski verving de geblesseerd afgehaakte Andre Agassi na de eerste enkelspelpartij.

### Eindfase
|  | Halve finale | Halve finale | Halve finale  | Halve finale | Halve finale |   |   | Finale      | Finale        | Finale | Finale | Finale | Finale | Finale |
|  |              |              |               |              |              |   |   |             |               |        |        |        |        |        |
|  | 4            | Carlos Moyá  | 6             | 3            | 7            |   |   |             |               |        |        |        |        |        |
|  | 7            | Tim Henman   | 4             | 6            | 5            |   |   |             |               |        |        |        |        |        |
|  | 7            | Tim Henman   | 4             | 6            | 5            |   | 4 | Carlos Moyá | 6             | 6      | 5      | 3      | 5      |        |
|  |              |              |               |              |              |   | 4 | Carlos Moyá | 6             | 6      | 5      | 3      | 5      |        |
|  |              | 5            | Àlex Corretja | 3            | 3            | 7 | 6 | 7           |               |        |        |        |        |        |
|  | 5            | 5            | Àlex Corretja | 3            | 3            | 7 | 6 | 7           | Àlex Corretja | 4      | 6      | 7      |        |        |
|  | 5            |              |               |              |              |   |   |             | Àlex Corretja | 4      | 6      | 7      |        |        |
|  | 1            | Pete Sampras | 6             | 3            | 63           |   |   |             |               |        |        |        |        |        |

## Dubbelspel
Het ATP Tour World Championships 1998 dubbelspeltoernooi vond plaats in het Amerikaanse Hartford. Het toernooi werd van 16 tot 22 november 1998 in het Hartford Civic Center op tapijtbanen gespeeld. Het deelnemersveld bestond uit de beste acht dubbelspelteams op de ATP Rankings.
De acht geplaatste teams:

### Deelnemers
| Rang | Team                             | Resultaat    |
| ---- | -------------------------------- | ------------ |
| 1.   | Jacco Eltingh Paul Haarhuis      | winnaars     |
| 2.   | Mahesh Bhupathi Leander Paes     | groepsfase   |
| 3.   | Todd Woodbridge Mark Woodforde   | groepsfase   |
| 4.   | Mark Knowles Daniel Nestor       | finale       |
| 5.   | Ellis Ferreira Rick Leach        | groepsfase   |
| 6.   | Sandon Stolle Cyril Suk          | groepsfase   |
| 7.   | Olivier Delaître Fabrice Santoro | halve finale |
| 8.   | Donald Johnson Francisco Montana | halve finale |
| 9.   | Joshua Eagle Andrew Florent      | groepsfase   |

### Groepsfase
De eindstand in de groepsfase wordt bepaald door achtereenvolgens te kijken naar eerst het aantal overwinningen in combinatie met het aantal wedstrijden. Mochten er dan twee koppels gelijk staan wordt er naar het onderling resultaat gekeken. Mocht het aantal overwinningen en wedstrijden bij drie of vier koppels gelijk wordt er gekeken naar het percentage gewonnen sets en eventueel gewonnen games. Als er dan nog steeds geen ranglijst opgemaakt kan worden dan beslist de wedstrijdcommissie.

#### Groene Groep
|                                |                                  | Uitslag             |
| ------------------------------ | -------------------------------- | ------------------- |
| Jacco Eltingh Paul Haarhuis    | Todd Woodbridge Mark Woodforde   | 7–6(3), 6–4         |
| Ellis Ferreira Rick Leach      | Olivier Delaître Fabrice Santoro | 6–7(1), 6–4, 6–7(3) |
| Jacco Eltingh Paul Haarhuis    | Olivier Delaître Fabrice Santoro | 4–6, 7–5, 7–5       |
| Todd Woodbridge Mark Woodforde | Ellis Ferreira Rick Leach        | 6–7(3), 3–6         |
| Jacco Eltingh Paul Haarhuis    | Ellis Ferreira Rick Leach        | 6–4, 6–4            |
| Todd Woodbridge Mark Woodforde | Olivier Delaître Fabrice Santoro | 7–6(1), 3–6, 4–6    |

| Nr. | Speler                           | Wedstrijd W - V | Sets W - V | Games W - V |
| --- | -------------------------------- | --------------- | ---------- | ----------- |
| 1   | Jacco Eltingh Paul Haarhuis      | 3-0             | 6-1        | 43-34       |
| 2   | Olivier Delaître Fabrice Santoro | 2-1             | 5-4        | 52-50       |
| 3   | Ellis Ferreira Rick Leach        | 1-2             | 3-4        | 39-39       |
| 4   | Todd Woodbridge Mark Woodforde   | 0-3             | 1-6        | 33-44       |

#### Gouden Groep
|                              |                                  | Uitslag                |
| ---------------------------- | -------------------------------- | ---------------------- |
| Mahesh Bhupathi Leander Paes | Donald Johnson Francisco Montana | 6–3, 4–6, 6–7(4)       |
| Sandon Stolle Cyril Suk      | Donald Johnson Francisco Montana | 7–6(6), 6–7(5), 6–7(4) |
| Mahesh Bhupathi Leander Paes | Sandon Stolle Cyril Suk          | 6–4, 3–6, 4–6          |
| Mark Knowles Daniel Nestor   | Donald Johnson Francisco Montana | 6–3, 6–2               |
| Joshua Eagle Andrew Florent  | Mark Knowles Daniel Nestor       | 7–6(5), 6–0            |
| Mark Knowles Daniel Nestor   | Sandon Stolle Cyril Suk          | 2–6, 6–4, 6–2          |

| Nr. | Speler                           | Wedstrijd W - V | Sets W - V | Games W - V |
| --- | -------------------------------- | --------------- | ---------- | ----------- |
| 1   | Mark Knowles Daniel Nestor       | 2-1             | 4-3        | 32-30       |
| 2   | Donald Johnson Francisco Montana | 2-1             | 4-4        | 41-47       |
| 3   | Sandon Stolle Cyril Suk          | 1-2             | 4-5        | 47-47       |
| 4   | Joshua Eagle Andrew Florent      | 1-0             | 2-0        | 13-6        |
| 5   | Mahesh Bhupathi Leander Paes     | 0-2             | 2-4        | 29-32       |

### Eindfase
|  | Halve finale | Halve finale                     | Halve finale               | Halve finale | Halve finale |   |                             | Finale | Finale | Finale | Finale | Finale | Finale | Finale |
|  |              |                                  |                            |              |              |   |                             |        |        |        |        |        |        |        |
|  | 1            | Jacco Eltingh Paul Haarhuis      | 7                          | 6            |              |   |                             |        |        |        |        |        |        |        |
|  | 8            | Donald Johnson Francisco Montana | 61                         | 4            |              |   |                             |        |        |        |        |        |        |        |
|  | 8            | Donald Johnson Francisco Montana | 61                         | 4            |              | 1 | Jacco Eltingh Paul Haarhuis | 6      | 6      | 7      |        |        |        |        |
|  |              |                                  |                            |              |              | 1 | Jacco Eltingh Paul Haarhuis | 6      | 6      | 7      |        |        |        |        |
|  |              | 4                                | Mark Knowles Daniel Nestor | 4            | 2            | 5 |                             |        |        |        |        |        |        |        |
|  | 4            | 4                                | Mark Knowles Daniel Nestor | 4            | 2            | 5 | Mark Knowles Daniel Nestor  | 4      | 6      | 7      |        |        |        |        |
|  | 4            |                                  |                            |              |              |   | Mark Knowles Daniel Nestor  | 4      | 6      | 7      |        |        |        |        |
|  | 7            | Olivier Delaître Fabrice Santoro | 6                          | 4            | 5            |   |                             |        |        |        |        |        |        |        |